# 中テレニュース
『中テレニュース』（ちゅうテレニュース）は、福島中央テレビ（中テレ）で放送されるニュース番組の総称。2019年12月までは、『FCTニュース』のタイトルだった。

## 概要
かつては月曜日と土曜日の夜も放送していたが、2017年度から月曜日は『世界まる見え!テレビ特捜部』の放送終了時間が2016年度までの20:54から21:00に延長となり、さらに2019年から土曜日は県政ミニ番組『ふくしまチャレンジ情報館』、2020年度から『ふくしまからはじめよう』、2021年1月から『福島県からのお知らせ』と『チャレンジ情報館』の並行放送となっていた。また2022年4月からは『中テレナビ』が始まり引き続き放送自体無くなっている。なお、2022年4月放送改編期のみ土日放送休止となった。2023年4月から火 - 金は一部除き、19:54から放送開始。なお、日曜だけが20:54から固定放送。また、土曜日はミニ番組『おしえてキビタン!』が放送開始。

## 放送時間

### 現在

#### 昼
- 月 - 金 11:44 - 11:51
- 土曜 11:33.55 - 11:40

いずれも『NNNストレイトニュース』福島県内ローカルパート。なお日曜は県内ニュースはなく、全国ニュースの後県内の天気予報を放送。2019年12月まで、EPG上では『NNN・FCTストレイトニュース』のタイトルだった。

#### 夕方
- 月 - 金『ゴジてれ Chu !』内15:53頃か16:30頃。
- 土曜 17:20『news every.サタデー』のローカル枠にて放送。県内の天気予報も放送。また特別番組編成などで休止になる場合がある。
- 日曜 『ゴジてれ×Sun!』内16:27頃。県内の天気予報も放送。
- 日曜 18:51頃『真相報道 バンキシャ!』のローカル枠にて放送。県内の天気予報は放送しない。

#### 夜
- 火 - 金 19:54 - 19:57（20:54 - 20:57の場合あり）、天気予報 19:57 - 20:00（20:57 - 21:00の場合も）。

### 過去

#### 夕方
- 1974年4月1日 - 1982年4月2日：月曜 - 金曜 18:50 - 19:00[1]
- 1982年4月5日 - 1983年4月1日：月曜 - 金曜 18:15 - 18:30[2]

1983年4月4日からは、15分拡大して『ふくしまToday』が開始。

## 備考
20時54分の枠は、基本的にローカルニュースを放送しているが、2008年9月までは、重大な災害・事故発生時に『NNNニューススポット』へ差し替え可能にするため、NNNの冠を付けた『FCTニュース（NNN）』として放送されていた。